# Lista de hospitais de Manaus
Esta é uma lista com os hospitais da cidade brasileira de Manaus, capital do Amazonas. A cidade tem 24 hospitais
- FCECON - Centro de Controle de Onconlogia
- FHEMOAM - Fundação de Hematologia e Hemoterapia do Amazonas
- Clínica Bom Jesus
- Clínica Dr. Alindo Frota
- CLINICOR - Clínica Cardiológica de Manaus
- Hospital e Pronto Socorro Dr. João Lúcio Pereira Machado
- Hospital Adventista de Manaus
- Hospital Beneficente Português
- Hospital Check Up
- Hospital da Polícia Militar
- Hospital de Custódia
- Policlínica Cardoso Fontes
- Hospital Dr.Geraldo da Rocha
- Hospital e Pronto Socorro 28 de Agosto
- Hospital e Pronto Socorro da Zona Norte
- HUFM - Hospital Universitário Dona Francisca Mendes
- FHAJ - Fundação Hospital Adriano Jorge
- Hospital Geral de Manaus - HGeM (Hospital do Exército)
- Hospital Infantil Dr. Fajardo
- Hospital Prontocord
- Hospital Psiquiátrico Eduardo Ribeiro
- Hospital Rio Negro
- Hospital Santa Júlia
- Hospital São Lucas
- Hospital São José
- FMTAM - Fundação de Medicina Tropical do Amazonas
- Hospital Universitário Getúlio Vargas - HUGV
- SPA e Policlínica Danilo Corrêa
- SPA e Hospital Dr. Aristóteles Platão Bezerra de Araújo
- SPA e Policlínica Dr. José Lins
- SPA do Coroado
- SPA do São Raimundo
- SPA, Hospital e Maternidade Chapot Prevost
- SPA Joventina Dias
- SPA Zona Sul
- SPA Eliameme Rodrigues Mady
- SPA Alvorada